# 真布車站
真布站（日语：／ Mappu eki */?）是位於北海道雨龍郡沼田町字真布，是北海道旅客鐵道（JR北海道）留萌本線已廢除的鐵路車站。電報略號為マフ。
車站名稱源自阿伊努語「pan-ke-sir-utur-oma-p」，即下側的山之間的地域。

## 歷史
- 1956年（昭和31年）7月1日 - 日本國有鐵道留萌本線石狩沼田站至惠比島站之間開設真布臨時車站，開始接待旅客業務。
- 1987年（昭和62年）4月1日 - 由於國鐵分割民營化，車站由JR北海道管理，同時升格為真布站。
- 1990年（平成2年）3月10日 - 設定營業距離。
- 2023年（令和5年）4月1日 - 留萌本線石狩沼田至留萌廢線，本站廢站。

## 車站構造
現時為1面1線的地面車站，側式月台位於路軌的西南方（增毛方向的左方）。沒有設置轉轍器的單線路軌車站。
自臨時車站開設以來已是沒有建築物的無人車站，車站北方設有候車室。候車室是用木板建成，由於身處積雪較多的區域，正門的單披式屋頂令積雪能夠向後卸下。內部亦使用斜支柱加強其支撐力量。牆壁放置一幅細小手製的站名標誌牌。沒有設置廁所。月台為木製甲板式，深川方向設有斜路連接車站外的道路，增毛方向的月台邊緣則有「月台終點」的標識。
本車站是秘境車站之一。

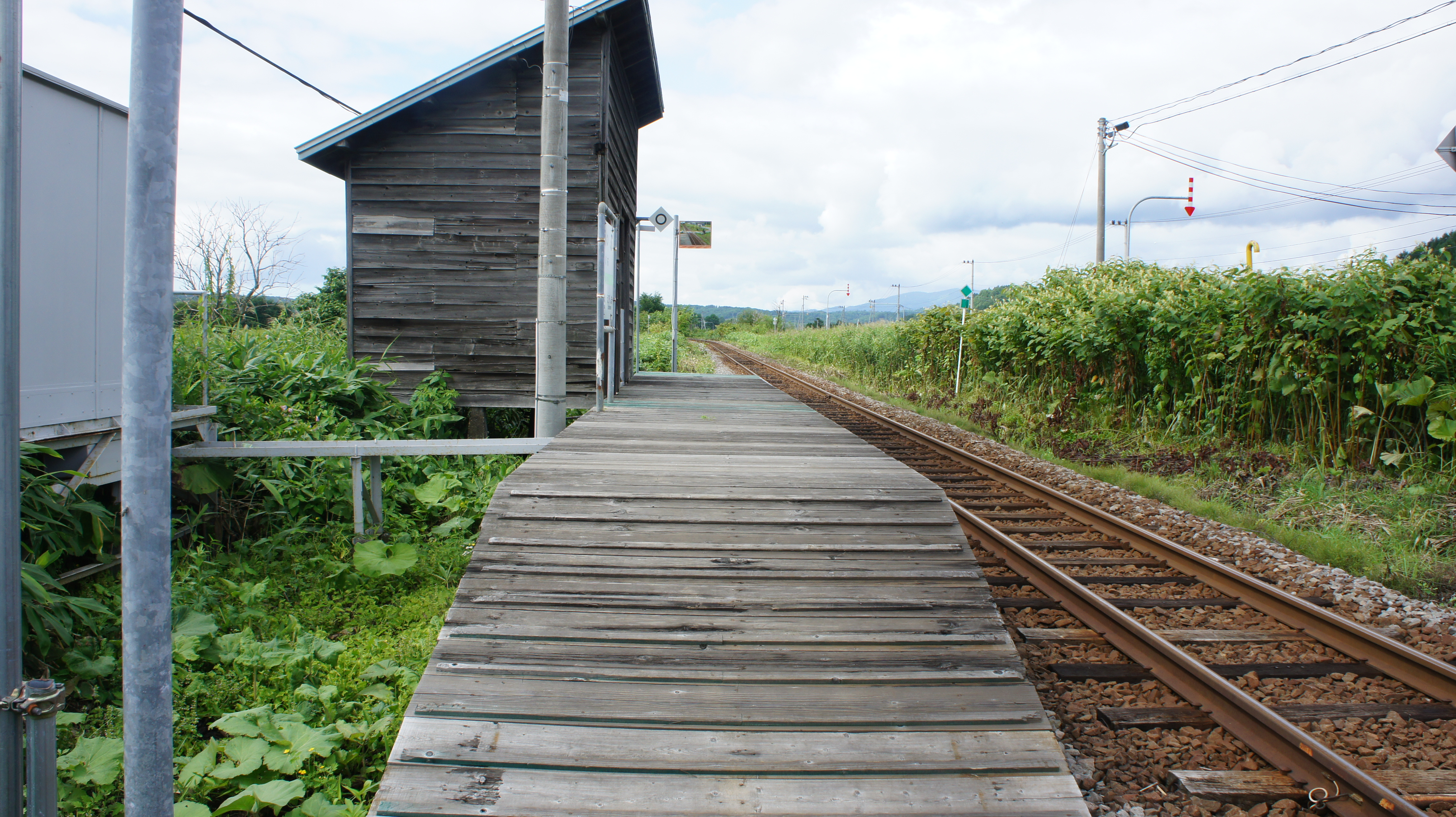
月臺（2017年8月）
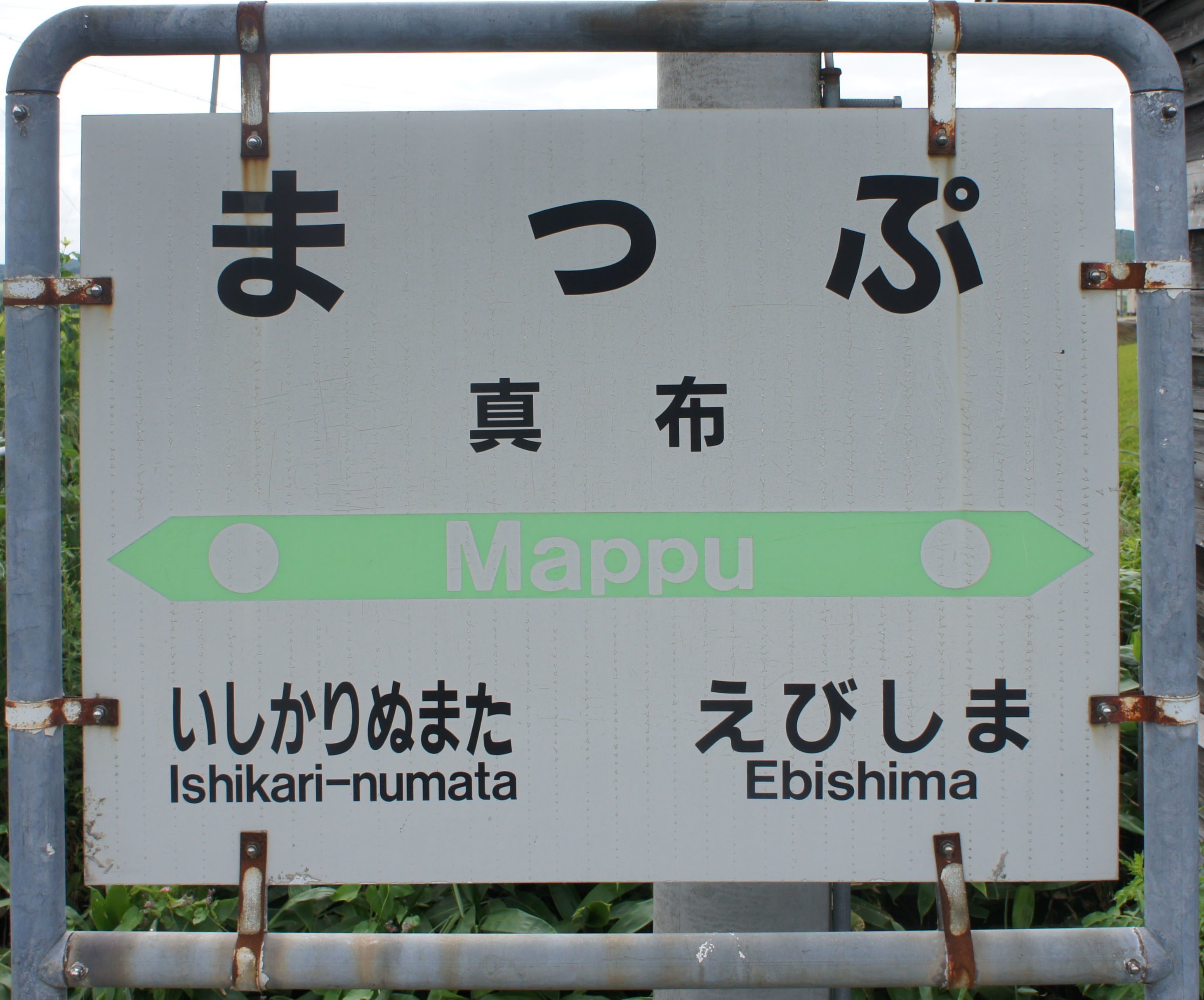
站名標（2017年8月）

## 載客量
- 1992年度的每天載客量為8人。
- 2011年至2015年度平均每天載客量少於1人[2]。

## 車站周邊
位於農地的中央位置。周圍只有約7至8戶人家。以前主要是沼田第5地區及真布地區的學生使用本車站。村落較過去減少，不過周圍都是能夠種植良好稻米的土地。
- 北海道道1007號惠比島旭町線
- 北海道道549號峠下沼田線
- 發堀化石體驗場
- 藤澤儲水池
- 藤澤水庫
- Shirutorumappu（シルトルマップ）川 - 雨龍川的支流。

## 相鄰車站
北海道旅客鐵道
留萌本線
石狩沼田－真布－惠比島
往深川（上行列車）方向，4928D、4934D、4936D列車不會停靠本車站。
往留萌（下行列車）方向，4921D、4923D、4935D列車不會停靠本車站。

## 外部連結
- 真布站（JR北海道旭川分社）